# Alejandro Moro Cañas
Alejandro Moro Cañas (nació el 7 de diciembre de 2000) es un jugador de tenis español.
Moro Cañas su ranking ATP más alto de singles fue el número 151, logrado el 5 de agosto de 2024. Su ranking ATP más alto de dobles fue el número 419, logrado el 17 de julio de 2023.
En abril de 2024, siendo 240 del mundo, se clasificó para el Torneo de Múnich 2024 haciendo su debut en la ATP y sorprendió a Dominic Thiem en la primera ronda y así conseguir su primera victoria en la ATP. Perdería en segunda ronda ante el #13 del mundo Taylor Fritz y #4 preclasificado en dos set.

## Clasificación histórica
- Actualizado a 15 de julio de 2024.[2]

| Torneos de Grand Slam   |      |      |      |          |          |          |
| Abierto de Australia    | A    | A    | A    | 0 / 0    | 0-0      | - %      |
| Roland Garros           | A    | A    | Q3   | 0 / 0    | 0-0      | - %      |
| Wimbledon               | A    | A    | 1R   | 0 / 1    | 0-1      | 0 %      |
| US Open                 | A    | A    | Q1   | 0 / 0    | 0-0      | - %      |
| Títulos                 | 0    | 0    | 0    | 0 / 1    | 0-1      | 0 %      |
| Ganados-Perdidos        | 0-0  | 0-0  | 0-0  | 0 / 1    | 0-1      | 0 %      |
| Torneos de final de año |      |      |      |          |          |          |
| ATP Finals              | NSC  | NSC  |      | 0 / 0    | 0-0      | - %      |
| Títulos                 | 0    | 0    |      | 0 / 0    | 0-0      | - %      |
| Ganados-Perdidos        | 0-0  | 0-0  |      | 0 / 0    | 0-0      | - %      |
| ATP Tour Masters 1000   |      |      |      |          |          |          |
| Indian Wells            | A    | A    | A    | 0 / 0    | 0-0      | - %      |
| Miami                   | A    | A    | A    | 0 / 0    | 0-0      | - %      |
| Montecarlo              | A    | A    | A    | 0 / 0    | 0-0      | - %      |
| Madrid                  | Q2   | A    | A    | 0 / 0    | 0-0      | - %      |
| Roma                    | A    | A    | A    | 0 / 0    | 0-0      | - %      |
| Canadá                  | A    | A    | A    | 0 / 0    | 0-0      | - %      |
| Cincinnati              | A    | A    | A    | 0 / 0    | 0-0      | - %      |
| Shanghái                | ND   | A    | Q2   | 0 / 0    | 0-0      | - %      |
| París                   | A    | A    |      | 0 / 0    | 0-0      | - %      |
| Títulos                 | 0    | 0    | 0    | 0 / 0    | 0-0      | - %      |
| Ganados-Perdidos        | 0-0  | 0-0  | 0-0  | 0 / 0    | 0-0      | - %      |
| Torneos ATP 500         |      |      |      |          |          |          |
| Títulos                 | 0    | 0    | 0    | 0 / 0    | 0-0      | - %      |
| Ganados-Perdidos        | 0-0  | 0-0  | 0-0  | 0 / 0    | 0-0      | - %      |
| Torneos ATP 250         |      |      |      |          |          |          |
| Marsella                | A    | A    | Q1   | 0 / 0    | 0-0      | - %      |
| Munich                  | A    | A    | 2R   | 0 / 1    | 1-1      | 50 %     |
| Mallorca                | A    | Q1   | A    | 0 / 0    | 0-0      | - %      |
| Bastad                  | A    | A    | Q2   | 0 / 0    | 0-0      | - %      |
| Chengdú                 | A    | A    | Q1   | 0 / 0    | 0-0      | - %      |
| Títulos                 | 0    | 0    | 0    | 0 / 1    | 1-1      | 50 %     |
| Ganados-Perdidos        | 0-0  | 0-0  | 1-1  | 0 / 1    | 1-1      | 50 %     |
| Representación nacional |      |      |      |          |          |          |
| Juegos Olímpicos        | ND   | ND   |      | 0 / 0    | 0-0      | - %      |
| Copa Davis              | A    | A    |      | 0 / 0    | 0-0      | - %      |
| Títulos                 | 0    | 0    |      | 0 / 0    | 0-0      | - %      |
| Ganados-Perdidos        | 0-0  | 0-0  |      | 0 / 0    | 0-0      | - %      |
| Estadísticas            |      |      |      |          |          |          |
|                         | 2022 | 2023 | 2024 | Totales  | Totales  | Totales  |
| Torneos ATP jugados     | 0    | 0    | 1    | 1        | 1        | 1        |
| Finales ATP disputadas  | 0    | 0    | 0    | 0        | 0        | 0        |
| Torneos ATP ganados     | 0    | 0    | 0    | 0        | 0        | 0        |
| Ganados-Perdidos        | 0-0  | 0-0  | 1-1  | 0 / 1    | 1-1      | 50 %     |
| Victorias (%)           | 0%   | 0%   | 50%  | 50.0%    | 50.0%    | 50.0%    |
| Ranking                 | 242  | 243  |      | $189,008 | $189,008 | $189,008 |

Leyenda
| G | F | SF | CF | #R | RR | Q# | P# | NSC | NE | A | Z# | PO | O | P | B | ATP# | TI | TD | ND |

## Títulos Challenger; 1 (1 + 0)
| Leyenda             | Individuales | Dobles |
| ------------------- | ------------ | ------ |
| ATP Challenger Tour | 1            | 0      |

### Individual (1)
| Posición  | G–P | Fecha               | Torneo           | Nivel  | Superficie    | Oponente        | Marcador   |
| --------- | --- | ------------------- | ---------------- | ------ | ------------- | --------------- | ---------- |
| Ganador   | 1-0 | 28 de abril de 2024 | Roma, Italia     | CH 75  | Tierra batida | Vilius Gaubas   | 7-5, 6-3   |
| Finalista | 1-1 | 29 de julio de 2024 | Oporto, Portugal | CH 125 | Dura          | August Holmgren | 6-73, 6-76 |

## Títulos ITF; 3 (3+0)

### Individual (3)
| Leyenda                     |
| --------------------------- |
| ITF World Tennis Tour (3-4) |

| Posición  | G–P | Fecha                    | Torneo                  | Nivel   | Superficie    | Oponente                  | Marcador        |
| --------- | --- | ------------------------ | ----------------------- | ------- | ------------- | ------------------------- | --------------- |
| Ganador   | 1-0 | 19 de julio de 2021      | Idanha-a-Nova, Portugal | ITF M25 | Dura          | Simon Carr                | 7-65, 6-4       |
| Finalista | 1-1 | 13 de septiembre de 2021 | Sintra, Portugal        | ITF M25 | Dura          | Paul Jubb                 | 0-6, 2-6        |
| Finalista | 1-2 | 31 de enero de 2022      | Villena, España         | ITF M15 | Dura          | Nikolas Sanchez Izquierdo | 6-73, 3-6       |
| Finalista | 1-3 | 21 de febrero de 2022    | Vale do Lobo, Portugal  | ITF M25 | Dura          | Laurent Lokoli            | 2-6, 1-6        |
| Ganador   | 2-3 | 16 de mayo de 2022       | Vic, España             | ITF M25 | Tierra batida | Pol Martin Tiffon         | 7-64, 5-7, 6-1  |
| Finalista | 2-4 | 27 de junio de 2022      | Bakio, España           | ITF M25 | Tierra batida | Dominik Palan             | 7-64, 4-6, 6-74 |
| Ganador   | 3-4 | 7 de noviembre de 2022   | Antalya, Turquía        | ITF M25 | Tierra batida | Timo Stodder              | 7-5, 3-6, 7-64  |

### Dobles (0)
| Leyenda                     |
| --------------------------- |
| ITF World Tennis Tour (0-1) |

| Posición  | G–P | Fecha                 | Torneo          | Nivel   | Superficie    | Pareja          | Oponente                           | Marcador |
| --------- | --- | --------------------- | --------------- | ------- | ------------- | --------------- | ---------------------------------- | -------- |
| Finalista | 0–1 | 27 de febrero de 2023 | Torello, España | ITF M25 | Tierra batida | John Echeverria | Iñigo Cervantes Oriol Roca Batalla | 5-7, 4-6 |